# Убивство в будинку вікарія
«Убивство в будинку вікарія» (англ. The Murder at the Vicarage) — роман англійської письменниці Агати Крісті, опублікований в 1930 році. Входить у серію творів про міс Марпл.

## Сюжет
Дія відбувається в селі Сент-Мері-Мід, де живе міс Марпл. Оповідання йде від імені вікарія Клемента, що є одним з головних діючих осіб. Полковник Протеро домовляється зайти до вікарія для обговорення якогось важливого питання. У призначений для зустрічі час вікарія викликають по телефоні до вмираючого, і він йде, лишаючи записку. Полковника, що прийшов на зустріч, знаходять у будинку вікарія мертвим — він вбитий пострілом з пістолета в потилицю. На столі перед полковником — перекинуті зупинені годинники й недописаний лист, тобто цидулка, що, схоже, полковник почав писати, вирішивши не чекати запізнілого хазяїна. Двері будинку були відчинені, увійти й вбити полковника міг кожний. В час, близький до вбивства, деякі свідки чули постріл, але подумали, що стріляє хтось у лісі. Вікарій, викликаний телефонним дзвінком, дізнається, що виклик був помилковим — людині, до якої його викликали, зовсім не так погано й священика до неї не запрошували. Схоже, дзвонив, змінивши голос, вбивця, щоб усунути з дороги свідка.
Полковника не любив ніхто, багато хто був настроєним до нього відверто вороже (навіть сам вікарій у сімейному колі саме напередодні жахливої події не утримався й сказав: «Той, хто вб'є полковника Протеро, зробить цим послугу людству»). Про зустріч полковника з вікарієм чули майже всі — вони домовлялися після церковної служби, у присутності безлічі парафіян. Так що кандидатів у підозрювані дуже багато. Спочатку все здається очевидним. У вбивстві зізнається Лоуренс Реддінг, коханець Анни Протеро. Він представляє пістолет, з якого дійсно був вбитий полковник — це пістолет Лоуренса, що звичайно зберігався в шафі його будинку. Але в показаннях Реддінга занадто багато невідповідностей. Буквально слідом за Лоуренсом у вбивстві зізнається Анна Протеро — у її показаннях розбіжностей не менше. Поліція швидко переконується, що коханці зізналися, оскільки кожний з них вважав іншого винним і намагався врятувати його. Пістолет Лоуренса дійсно був використаний вбивцею, але це мало допомагає слідству: про зброю знав багато хто, вона практично відкрито зберігалося в будинку Реддінга, вкрасти пістолет було зовсім неважко.
Міс Марпл береться до роботи самостійно. Знаючи людей, поговоривши з багатьма й проаналізувавши обставини справи, вона виділяє сім підозрюваних — тих, хто був зацікавлений у смерті полковника й міг його вбити. Зрештою їй вдається докопатися до істини, але проблема не тільки у виявленні злочинця, потрібні ще докази його провини. Оскільки доказів нема, доводиться влаштувати провокацію, що дає прекрасний ефект.

## Персонажі
- Міс Марпл — літня жителька Сент-Мері-Мід
- Леонард Клемент — вікарій місцевого приходу англіканської церкви Сент-Мері-Мід.
- Грізельда — дружина вікарія
- Денніс — племінник вікарія
- Гос — помічник вікарія, 2-й священик.
- Мері — покоївка в будинку вікарія
- Полковник Протеро — відставний військовий, церковний староста Сент-Мері-Мід
- Анна Протеро — дружина полковника Протеро
- Летиція Протеро — дочка полковника від першої дружини
- Лоуренс Реддінг — художник
- Доктор Стоун — археолог
- Гледіс Крем — асистентка доктора Стоуна
- доктор Гейдок — місцевий лікар
- Герст — констебль
- Слек — інспектор поліції
- Полковник Мелчет — начальник поліції графства

## Екранізації
- У 1986 році телекомпанією BBC відзнято повнометражний епізод серіалу «Міс Марпл» з Джоан Гіксон у головній ролі. Відмінності від оригіналу вміщують відсутність персонажів: доктора Стоуна, Гледіс Крем, Денніса та полковника Мелчета, й таку деталь сюжета як самогубство Анни Протеро.
- У 2004 році телекомпанією ITV у рамках серіалу «Міс Марпл Агати Крісті» було відзнято однойменний епізод, з Джеральдін Мак-Еван у головній ролі.